# Marta Sękulska-Wrońska
Marta Sękulska-Wrońska (ur. 28 września 1983 w Warszawie) – polska architektka, partner w pracowni WXCA, prezes Oddziału Warszawskiego Stowarzyszenia Architektów Polskich, członek Kolegium Sędziów Konkursowych SARP i Mazowieckiej Izby Architektów.

## Doświadczenie zawodowe
Absolwentka Wydziału Architektury Politechniki Warszawskiej. Praktykę zawodową rozpoczęła podczas studiów w 2006 r., współpracując z różnymi pracowniami architektonicznymi oraz  świadcząc usługi projektowe jako niezależny projektant. Początkowo dotyczyły one głównie budynków komercyjnych i projektów wnętrz, między innymi: projekt Baneasa Mall w Bukareszcie. Po obronie dyplomu założyła własną pracownię SMLXL platforma architektury. W 2010 r. dołączyła do zespołu WXCA, gdzie objęła funkcję partnera w pracowni. Wraz z zespołem ma na swoim koncie wiele wygranych konkursów, a za budynek Europejskiego Centrum Edukacji Geologicznej w Chęcinach była nominowana do nagrody Miesa Van Der Rohe. W październiku 2019 r. została wybrana na prezesa Oddziału Warszawskiego Stowarzyszenia Architektów Polskich.
Obok swojej praktyki architektonicznej występuje często w charakterze prelegenta lub panelisty podczas konferencji poświęconych szeroko pojętym zagadnieniom związanych z rynkiem nieruchomości czy zrównoważonemu rozwojowi. Występowała m.in. na Wydziale Architektury w Królewskim Instytucie Technologii KTH w Sztokholmie, Łódź Design Festival, Forum Apartamentów Inwestycyjnych FAIN, Spotkaniach z Mistrzami w Oddziale Krakowskim SARP.

## Projekty
Wybrane projekty współautorstwa Marty Sękulskiej-Wrońskiej, które zajęły I miejsca w konkursach architektonicznych:

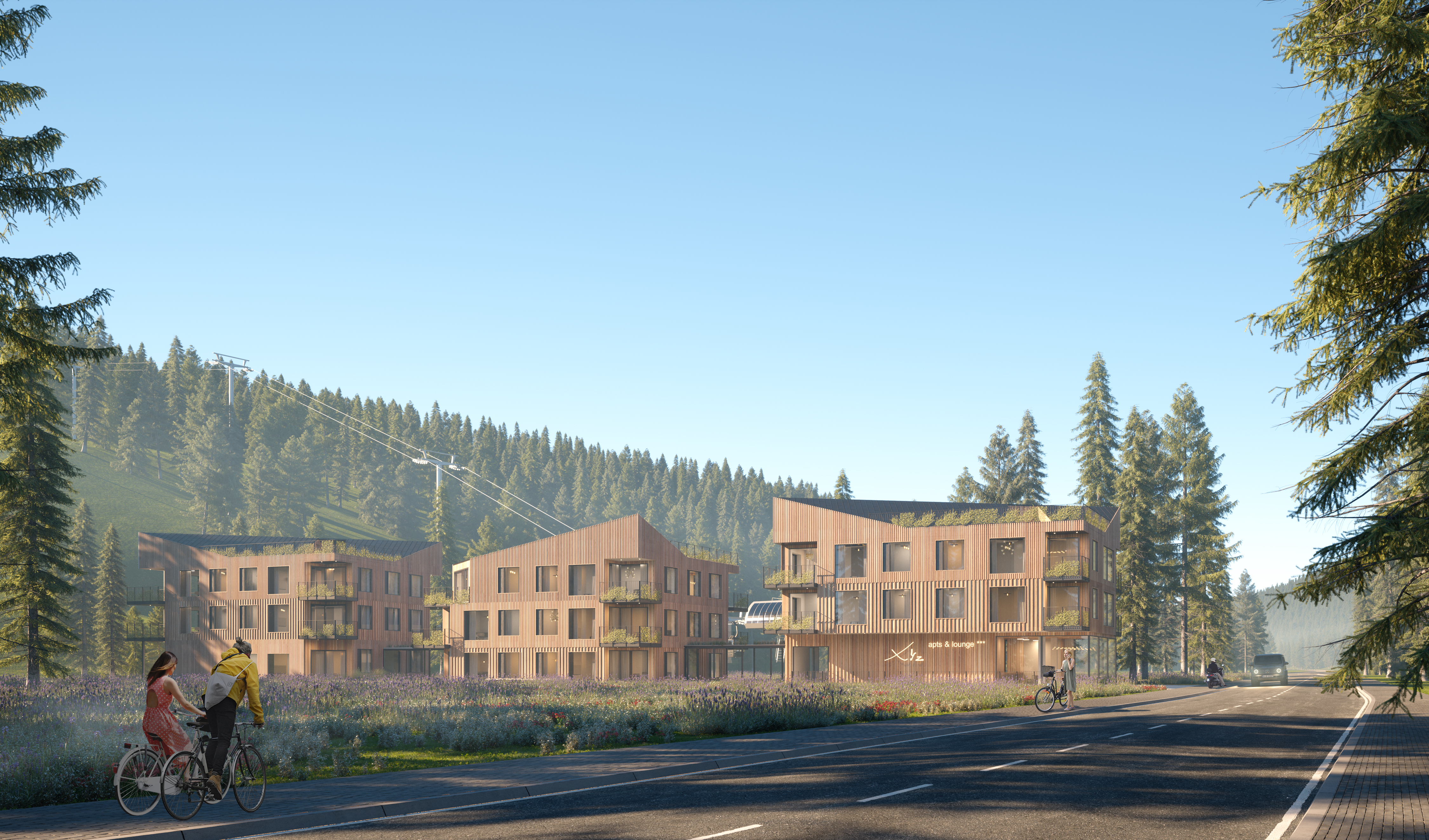
Apartamenty XYZ w Szczyrku, WXCA

- Apartamenty XYZ w Szczyrku (inwestor: Apartamenty Złoty Widok)[3]
- Biurowiec w Porcie Popowice we Wrocławiu (inwestor: Vantage Development)[4]
- Pawilon Polski na EXPO 2020 w Dubaju (inwestor: Polska Agencja Inwestycji i Handlu)[5]
- Obiekt biurowy Piękna 2.0 w Warszawie (inwestor: Griffin Real Estate)[6]
- Kompleks muzeów na Cytadeli Warszawskiej (inwestorzy: Muzeum Wojska Polskiego i Muzeum Historii Polski)[7]
- Galeria Arsenał w Białymstoku (inwestor: Galeria Arsenał)[8]
- Europejskie Centrum Edukacji Geologicznej w Chęcinach (inwestor: Uniwersytet Warszawski)[9]
- Bałtycki Park Sztuki w Estonii (inwestor: Foundation for the Museum of New Art)[10]

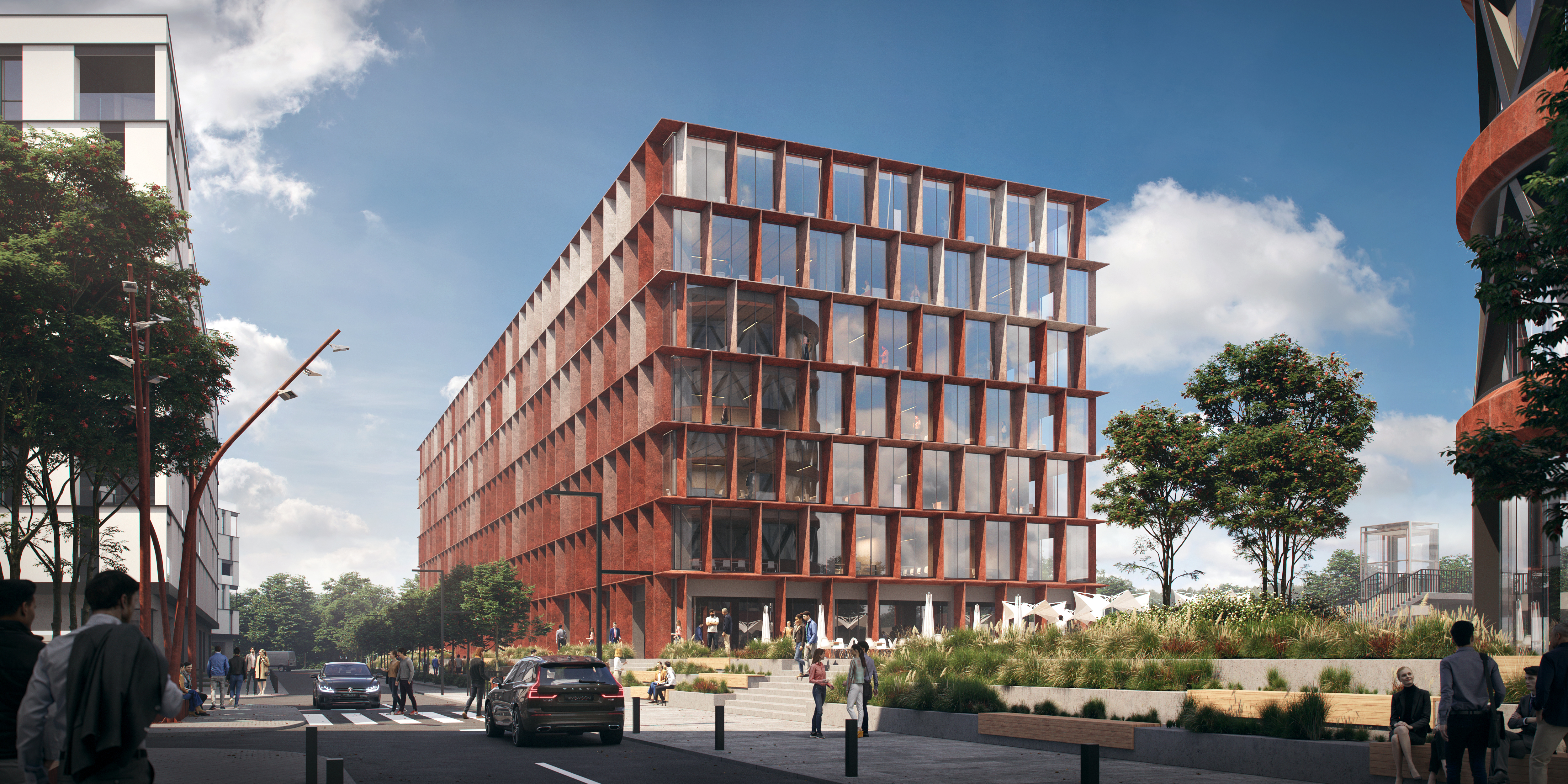
Biurowiec w Porcie Popowice we Wrocławiu, WXCA

## Nagrody
Wybrane nagrody dla projektów współautorstwa Marty Sękulskiej-Wrońskiej:
- nominacja do nagrody Miesa Van Der Rohe za projekt Europejskiego Centrum Edukacji Geologicznej w Chęcinach[11]
- International Property Awards w kategorii Najlepszy obiekt użyteczności publicznej w Europie w 2015 r. za projekt Europejskiego Centrum Edukacji Geologicznej w Chęcinach[12]
- Eurobuild Awards in Architecture 2016 w kategorii „Proekologiczny obiekt sprzyjający komfortowi użytkowania za projekt Europejskiego Centrum Edukacji Geologicznej w Chęcinach[13]
- nagroda Lazara Khidekela za innowacyjne i ekologiczne rozwiązania w architekturze na Międzynarodowym Biennale Młodych Architektów LEONARDO 2019 w Mińsku za projekt Pawilonu Polski na EXPO 2020[14]
- Grand Prix w kategorii Projekty na Międzynarodowym Biennale Młodych Architektów LEONARDO 2019 w Mińsku za projekt  Muzeum Książąt Lubomirskich we Wrocławiu[15]

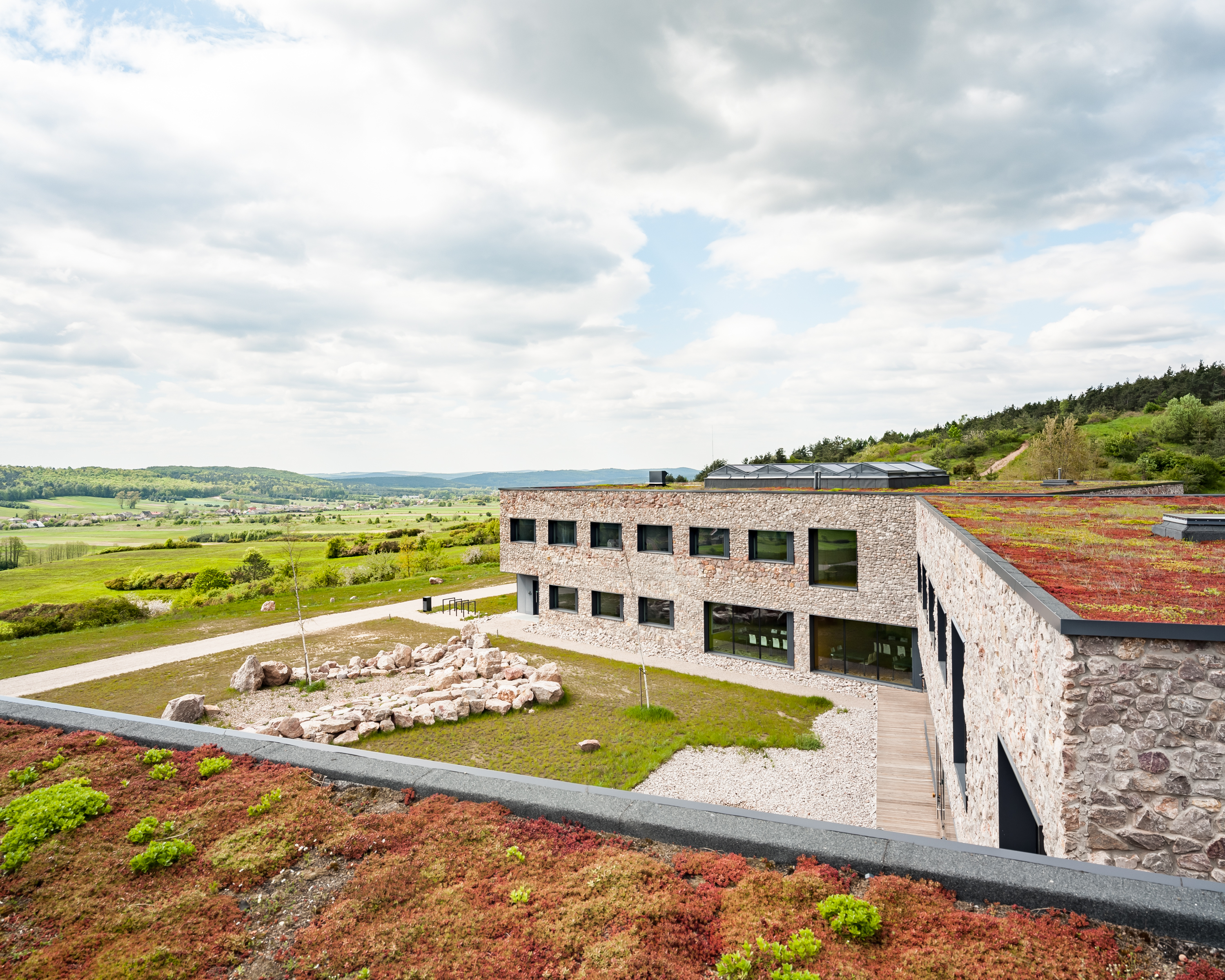
Europejskie Centrum Edukacji Geologicznej w Chęcinach, WXCA

- II nagroda w kategorii Obiekty publiczne, przemysłowe i budynki na Międzynarodowym Biennale Młodych Architektów LEONARDO 2019 w Mińsku za projekt Apartamenty XYZ w Szczyrku[16]
- Złoty medal w kategorii Urban planning and layout na Międzynarodowym Biennale Architektury 2015 w Krakowie  za projekt Bulwaru Filadelfijskiego w Toruniu[17]
- Złoty medal w kategorii Public and industrial complexes and buildings na Międzynarodowym Biennale Architektury 2015 w Krakowie za projekt Bałtyckiego Parku Sztuki w Parnawie w Estonii[17]
- Złoty medal w kategorii Residentail multi-storey houses na Międzynarodowym Biennale Architektury 2015 w Krakowie za projekt Portu Praskiego oraz Zespołu Mieszkalno-Usługowego Centrum 50+ w Gliwicach[17]

Oprócz przyznanych nagród za poszczególne projekty, Marta Sękulska-Wrońska otrzymała również:
- tytuł Osobowości roku 2019 w kategorii Architektura przyznawany przez Builder Polska[18]
- tytuł Budowlanej Firmy Roku 2019 dla WXCA przyznawany przez Builder Polska[18]